# Corruíra-de-rabo-preto
A corruíra-de-rabo-preto (Thryomanes bewickii) é uma ave da família Troglodytidae, nativa da América do Norte. É a única espécie pertencente ao gênero Thryomanes. Com cerca de 14 cm de comprimento, ela é marrom-acinzentada na parte superior e branca na parte inferior, com uma longa sobrancelha branca. Embora tenha aparência semelhante à da corruíra-da-carolina, tem uma cauda longa com ponta branca. Seu canto é alto e melodioso, muito parecido com o canto de outras corruíras. Vive em matagais, pilhas de arbustos e cercas vivas, bosques abertos e áreas de vegetação rasteira, geralmente perto de riachos. Alimenta-se de insetos e aranhas, que recolhe da vegetação ou encontra no chão.
Sua área de distribuição histórica ia do sul da Colúmbia Britânica, Nebraska, sul de Ontário e sudoeste da Pensilvânia, Maryland, ao sul do México, Arkansas e norte dos estados da Costa do Golfo. No entanto, atualmente é extremamente raro a leste do rio Mississippi.

## Taxonomia

Ilustração do livro The Birds of America, de John James Audubon

Em 1827, o ornitólogo americano John James Audubon incluiu uma ilustração da corruíra-de-rabo-preto com o nome binomial Troglodytes bewickii em sua obra The Birds of America. Na obra Ornithological Biography, publicada quatro anos mais tarde, Audubon explicou que havia fotografado o espécime perto de St. Francisville, Louisiana, em 1821, e que havia escolhido o epíteto específico bewickii em homenagem a seu amigo, o gravador Thomas Bewick. A corruíra-de-rabo-preto é agora a única espécie colocada no gênero Thryomanes, que foi introduzido pelo zoólogo inglês Philip Sclater em 1862.
A corruíra-de-rabo-preto também foi anteriormente incluída em Thryomanes, mas agora se sabe que é um parente próximo do complexo da curruíra, conforme indicado pela biogeografia e pela análise da sequência da subunidade 2 da NADH desidrogenase do mtDNA, enquanto Thryomanes parece não estar muito distante da corruíra-da-carolina.

### Subespécies
São reconhecidas 15 subespécies, das quais duas estão extintas. As subespécies podem ser distinguidas pelas pequenas diferenças na cor das penas dorsais, mas isso pode ser difícil para espécimes de museu, pois as cores tendem a mudar após alguns anos de armazenamento.
- T. b. calophonus (Oberholser, 1898) - sudoeste do Canadá e noroeste dos EUA.
- T. b. drymoecus (Oberholser, 1898) - oeste do Canadá. Inclui T. b. atrestus.
- T. b. marinensis (Grinnell, 1910) - litoral noroeste da Califórnia.
- T. b. spilurus (Vigors, 1839) - litoral central da Califórnia.
- †T. b. leucophrys (Anthony, 1895) - extinto, anteriormente na Ilha de San Clemente, Califórnia.
- T. b. charienturus (Oberholser, 1898) - sul da Califórnia e noroeste da Baixa Califórnia.
- T. b. cerroensis (Anthony, 1897) - centro-oeste da Baixa Califórnia.
- T. b. magdalenensis (Huey, 1942) - sudoeste da Baixa California.
- †T. b. brevicauda (Ridgway, 1876) - extinto, antiga Ilha de Guadalupe, México.
- T. b. eremophilus (Oberholser, 1898) - interior do sudoeste dos EUA até o centro do México.
- T. b. cryptus (Oberholser, 1898) - oeste do Kansas, oeste de Oklahoma e centro, leste do Texas e nordeste do México.
- T. b. pulichi (Phillips, AR, 1986) - leste do Kansas e Oklahoma.
- T. b. sadai (Phillips, AR, 1986) - sul do Texas (sul dos EUA) até a região central de Tamaulipas (nordeste do México).
- T. b. mexicanus (Deppe, 1830) - centro e sul do México. Inclui T. b. murinus.
- T. b. bewickii (Audubon, 1827) - Subespécie nominal, centro e leste central dos EUA. Inclui T. b. altus.

## Descrição
A corruíra-de-rabo-preto tem um comprimento médio de 13 cm, um peso médio de 8 a 12 g e uma envergadura de 18 cm. Sua plumagem é marrom na parte superior e cinza-claro na parte inferior, com uma faixa branca acima de cada olho. Seu bico é longo, fino e ligeiramente curvado. Sua característica mais marcante é a cauda longa com barras pretas e cantos brancos. Ele move a cauda com frequência, tornando essa característica ainda mais óbvia para os observadores.
Os filhotes são semelhantes aos adultos, com apenas algumas diferenças importantes. Seus bicos são geralmente mais curtos e mais encorpados. Além disso, o ventre inferior pode apresentar algumas manchas fracas. Os machos e as fêmeas são muito semelhantes na aparência.

### Vocalizações
Como muitas outras aves, as corruíras-de-rabo-preto são muito vocais. Tanto as fêmeas quanto os machos fazem chamadas curtas enquanto procuram alimentos e ambos usam uma chamada de repreensão severa quando estão agitados. Os machos também cantam para atrair parceiras e proteger seu território. A canção é dividida em duas ou três partes individuais; um macho individual pode exibir até vinte e duas variações diferentes no padrão da canção e pode até mesmo usar um pouco de ventriloquismo para variar ainda mais. Uma corruíra macho aprende sua canção com os machos vizinhos, portanto, sua canção será diferente da do pai.

### Variação geográfica

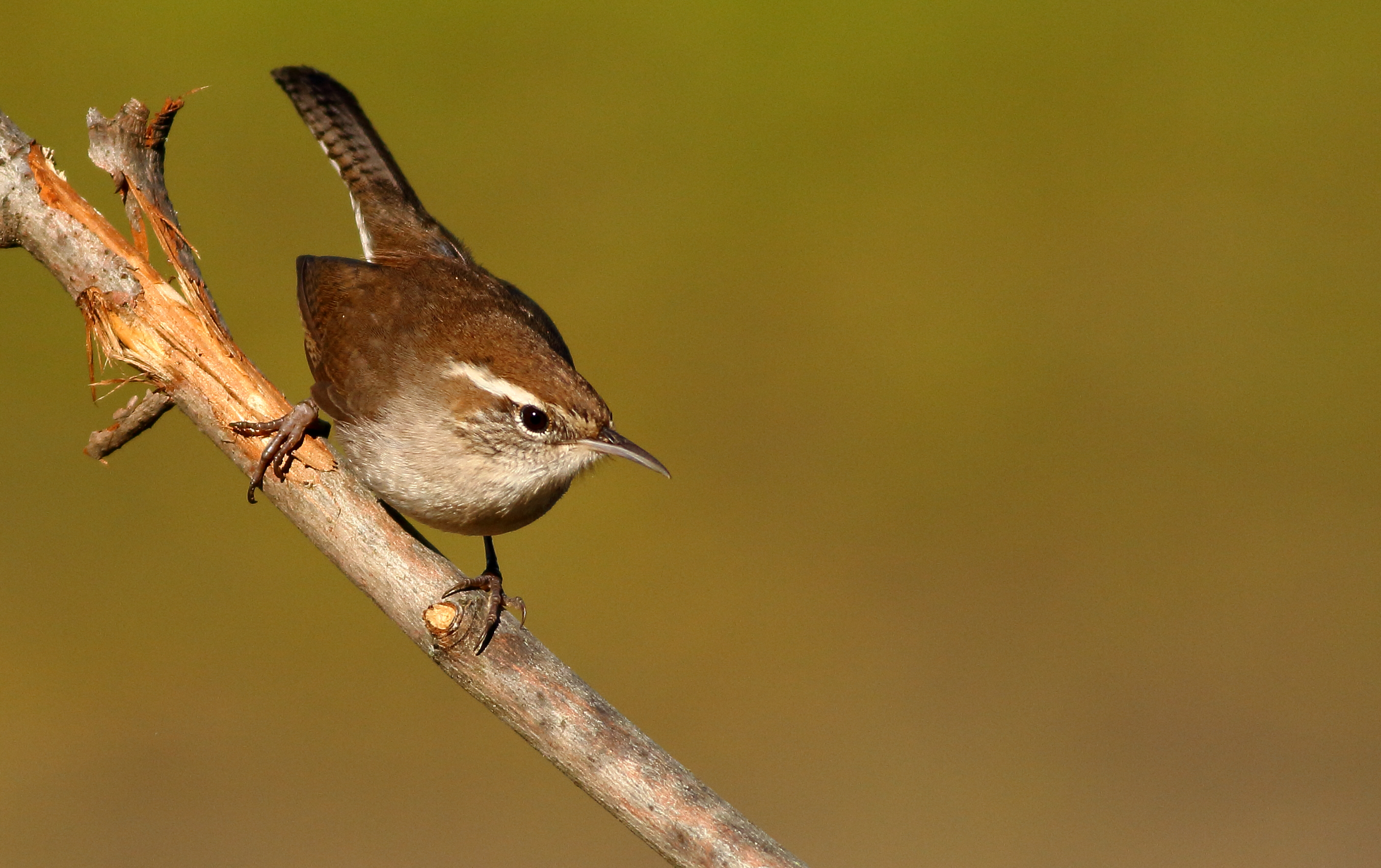
Corruíra-de-rabo-preto em Sacramento, Califórnia

Foram observadas diferenças geográficas na aparência da corruíra-de-rabo-preto. As populações do leste, antes de seu declínio, eram descritas como sendo mais coloridas, com um tom avermelhado em suas penas marrons. As populações do Pacífico são descritas como de aparência mais escura, enquanto as populações do sudoeste são descritas como tendo uma plumagem mais acinzentada.
Diferenças geográficas também foram observadas no canto das corruíras-de-rabo-preto. Cada população regional de corruíra-de-rabo-preto tem vocalizações distintas, em particular suas notas de chamada. As populações do Pacífico cantam músicas notavelmente mais complicadas do que as populações do sudoeste. As populações do leste também são excelentes cantoras.

## Distribuição e habitat
A corruíra-de-rabo-preto já teve uma área de distribuição que se estendia por grande parte dos Estados Unidos, México e partes do Canadá. Costumava ser bastante comum no Meio-Oeste e nos Montes Apalaches, mas agora é extremamente rara a leste do Rio Mississippi. Ainda é encontrado ao longo da costa do Pacífico, da Baixa Califórnia à Colúmbia Britânica, no México e em uma parte significativa do sudoeste dos Estados Unidos, incluindo Texas, Arizona, Novo México e Oklahoma. As populações ocidentais não tendem a migrar. As populações do leste, antes de seu declínio, costumavam migrar de sua área de distribuição ao norte para a Costa do Golfo.
O habitat preferido da corruíra-de-rabo-preto é o de bosques abertos áridos e áreas cheias de arbustos, como encostas e planaltos, mas localmente residem em áreas úmidas (zonas subtropicais e temperadas). São mais comuns do que as curruíras em habitats mais secos, como os encontrados no sudoeste dos Estados Unidos. Na Califórnia, as corruíras-de-rabo-preto habitam uma área de matagais chamada chaparral.

## Comportamento

### Alimentação
As corruíras-de-rabo-preto são insetívoras. Elas coletam insetos e ovos de insetos da vegetação, incluindo os troncos das árvores. Em geral, não se alimentam de vegetação com mais de 3 metros de altura, mas procuram alimentos no chão. As corruíras-de-rabo-preto são capazes de se pendurar de cabeça para baixo para obter alimentos, como pegar um inseto na parte inferior de um galho. Quando ela pega um inseto, ela o mata antes de engoli-lo inteiro. As corruíras-de-rabo-preto limpam repetidamente o bico em seu poleiro após uma refeição.
As corruíras-de-rabo-preto visitam os alimentadores de aves do quintal. Elas comem sebo, amendoins, sementes de girassol descascadas e larvas-da-farinha. Como muitas aves que comem insetos, a corruíra-de-rabo-preto amplia sua dieta para incluir sementes no inverno.

### Reprodução
O cortejo começa com o canto do macho em seu poleiro. Ocasionalmente, ele interrompe o canto para perseguir seus concorrentes. As corruíras-de-rabo-preto formam pares monogâmicos que passam a procurar alimentos juntos. O macho começa a construir o ninho em uma cavidade ou casa de passarinho, e a fêmea se junta a ele mais tarde. O ninho é construído com galhos e outros materiais vegetais e geralmente é forrado com penas. O ninho tem formato de xícara e está localizado em um recanto ou cavidade de algum tipo. Ela põe de 5 a 7 ovos, que são brancos com manchas marrons. A corruíra-de-rabo-preto produz duas ninhadas em uma estação. Os pares são mais ou menos monogâmicos quando se trata de reprodução, mas ficam solitários durante o inverno.

## Status de conservação
Em 2016, a corruíra-de-rabo-preto foi listada como espécie pouco preocupante na Lista Vermelha da IUCN devido ao tamanho de sua área de distribuição e às estimativas do tamanho de sua população. No entanto, os ornitólogos observaram um grave declínio em sua área de distribuição no leste e em partes de sua área de distribuição no oeste. Em particular, ela praticamente desapareceu do leste do Mississippi. Em 1984, o estado de Maryland classificou a corruíra-de-rabo-preto como em perigo de extinção de acordo com a Lei de Espécies Ameaçadas de Maryland de 1971. Apesar dessa classificação, não se sabe se há pares reprodutores de corruíras-de-rabo-preto em Maryland. Em 2014, a North American Bird Conservation Initiative colocou a corruíra-de-rabo-preto oriental em sua lista de observação.
Várias teorias foram propostas para explicar seu declínio em sua área de distribuição no leste, incluindo o uso de pesticidas e a competição de outras espécies de aves. O motivo mais provável parece ser a competição com as curruíras. As curruíras competem com as corruíras-de-rabo-preto por locais de nidificação semelhantes. As curruíras destroem os ninhos e os ovos das corruíras-de-rabo-preto. O reflorestamento de terras antes abertas também afetou negativamente as corruíras-de-rabo-preto do leste.
Na Califórnia, a perda de habitat devido ao desenvolvimento afetou a corruíra-de-rabo-preto. Em San Diego, o desenvolvimento de cânions levou ao declínio gradual de espécies de aves nativas, incluindo a corruíra-de-rabo-preto.
Em Washington, o desenvolvimento de fato beneficiou a corruíra-de-rabo-preto, levando a um aumento em sua população. No entanto, isso coincidiu com o declínio da carriça-do-pacífico [en], graças ao aumento da concorrência entre as duas espécies.